# Cara Dillon
Cara Dillon (* 21. července 1975 Dungiven, Severní Irsko) je severoirská folková zpěvačka. V mládí byla ovlivněna irskou lidovou hudbou. Svou profesionální hudební kariéru začala v 90. letech 20. století (např. v roce 1998 nazpívala pro Mika Oldfielda písničku „Man in the Rain“ pro album Tubular Bells III). Své první sólové album vydala v roce 2001. Spolupracuje s dalšími hudebníky (např. Judge Jules, Billy Connolly).

## Sólová diskografie
- 2001: Cara Dillon
- 2003: Sweet Liberty
- 2006: After the Morning
- 2009: Hill of Thieves
- 2014: A Thousand Hearts
- 2016: 	Upon a Winter's Night
- 2017: 	Wanderer